# Ödön Toldi
Ödön Toldi (né le 17 juin 1893 à Budapest et mort le 26 janvier 1966 à Whitchurch, Shropshire) est un nageur hongrois. Il a participé aux Jeux olympiques de Londres en 1908 et est engagé aux Jeux olympiques de Stockholm en 1912.

## Biographie
Il nage pour le MTK Budapest. Il est à plusieurs reprises champion d'Autriche-Hongrie en brasse : 1909, 1910 et 1911 sur le 200 yards ainsi que sur le 100 mètres. En 1911, son temps de 2 min 39 s 6 sur le 200 yards brasse est le record du monde de la distance. Il le conserve dix ans.
Il participe aux Jeux olympiques de Londres en 1908 à tout juste 15 ans. Il est engagé sur le 200 mètres brasse. Il réalise le troisième temps des séries (3 min 14 s 4) puis le quatrième temps en demi-finale (3 min 16 s 4) et finale (3 min 15 s 2) et termine donc au pied du podium.
Aux Jeux olympiques de Stockholm en 1912, il est engagé sur les deux épreuves de brasse (200 et 400 mètres) mais est forfait sur les deux distances.
Pendant la Première Guerre mondiale, il est grièvement blessé à la tête sur le front italien.
Après son immigration en Grande-Bretagne, il y remporte encore des titres.